# Herz-Jesu-Kirche (Hoffenheim)

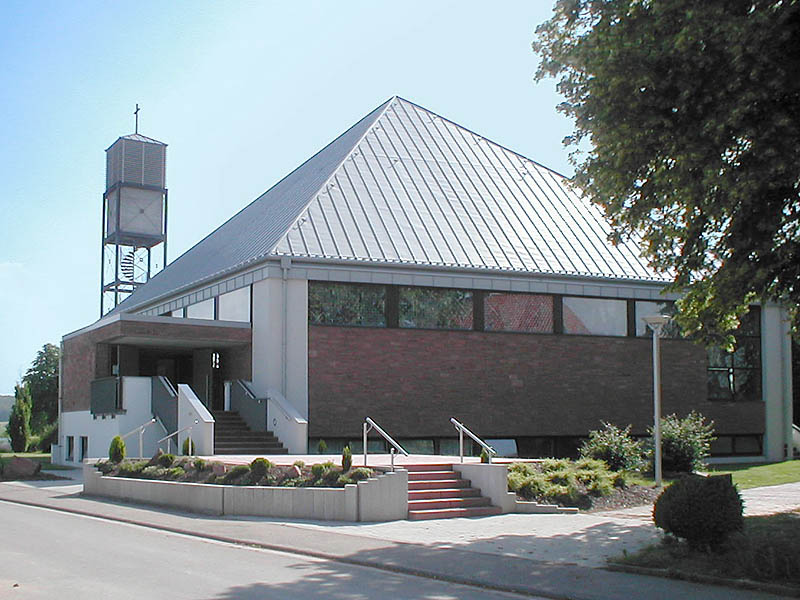
Herz-Jesu-Kirche in Hoffenheim

Die katholische Herz-Jesu-Kirche in Hoffenheim, einem Stadtteil der Großen Kreisstadt Sinsheim im Rhein-Neckar-Kreis im nördlichen Baden-Württemberg, wurde 1976 geweiht und hat eine 1921–1923 erbaute Herz-Jesu-Kapelle ersetzt.

## Lage
Die Kirche steht vor dem flachen linken Elsenz-Hang gegenüber dem Bahnhof.

## Geschichte
Die Hoffenheimer Katholiken wurden früher von Zuzenhausen aus betreut. 1883 bildete sich der so genannte Kapellenfond, der Geld für den Bau einer eigenen katholischen Kapelle sammelte. Das Spendenaufkommen war gering und die Inflation tat ihr Übriges, doch konnte nach einer großzügigen Spende der nach Amerika ausgewanderten Carolina Engelhardt (1869–1958), die 1920 bereits die große Glocke für die Evangelische Kirche gespendet hatte und im Jahre 1921 in Amerika zum Katholizismus übergetreten war, im selben Jahr mit dem Bau einer Kapelle begonnen werden. Diese Kapelle wurde 1923 geweiht. Sie wurde in den frühen 1970er Jahren zu klein, so dass man sie 1974 abriss und durch die heutige, 1976 geweihte Kirche ersetzte.
1978 wurden die Glasarbeiten nach Entwürfen von Franz Dewald vollendet. Die Fensterwand zeigt die sieben Sakramente, insgesamt umfassen die Glasfenster eine Fläche von etwa 107 Quadratmetern. Im Jahr 2000 wurde ein Glockenturm an die Kirche angebaut.

## Glocken
Die alte Kapelle erhielt 1925, nachdem Karl Wilhelm Bauer und abermals Frau Engelhardt gespendet hatten, ein zweistimmiges Geläut, das Hermann Heinrich Albers in Bruchsal gegossen hatte. Die Glocken hatten die Schlagtöne d‘‘ und f‘‘ und ein Gesamtgewicht von 228 kg. Eine der Glocken musste im Zweiten Weltkrieg abgeliefert werden, die andere ging 1954 in den Guss eines neuen zweistimmigen Geläuts bei Friedrich Wilhelm Schilling in Heidelberg ein. Die größere der Glocken von 1954 hat den Schlagton d‘‘, einen Durchmesser von 72,5 cm und ein Gewicht von 249 kg, die kleinere hat den Schlagton f‘‘, einen Durchmesser von 60,1 cm und wiegt 144 kg. Nach dem Bau des Glockenturms im Jahr 2000 erweiterte man das Geläut um drei weitere, bei der Glockengießerei Bachert in Heilbronn gegossene Glocken. Die Christusglocke hat den Schlagton g‘, einen Durchmesser von 100,8 cm und ein Gewicht von 555 kg. Die St.-Anna-Glocke hat den Schlagton a‘, einen Durchmesser von 91,2 cm und ein Gewicht von 489 kg. Die Johannes-XXIII.-Glocke hat den Schlagton c‘‘, einen Durchmesser von 79,3 cm und ein Gewicht von 336 kg. Die im Dezember 2000 gegossenen Glocken wurden am 28. Januar 2001 geweiht.